# Veduta di città

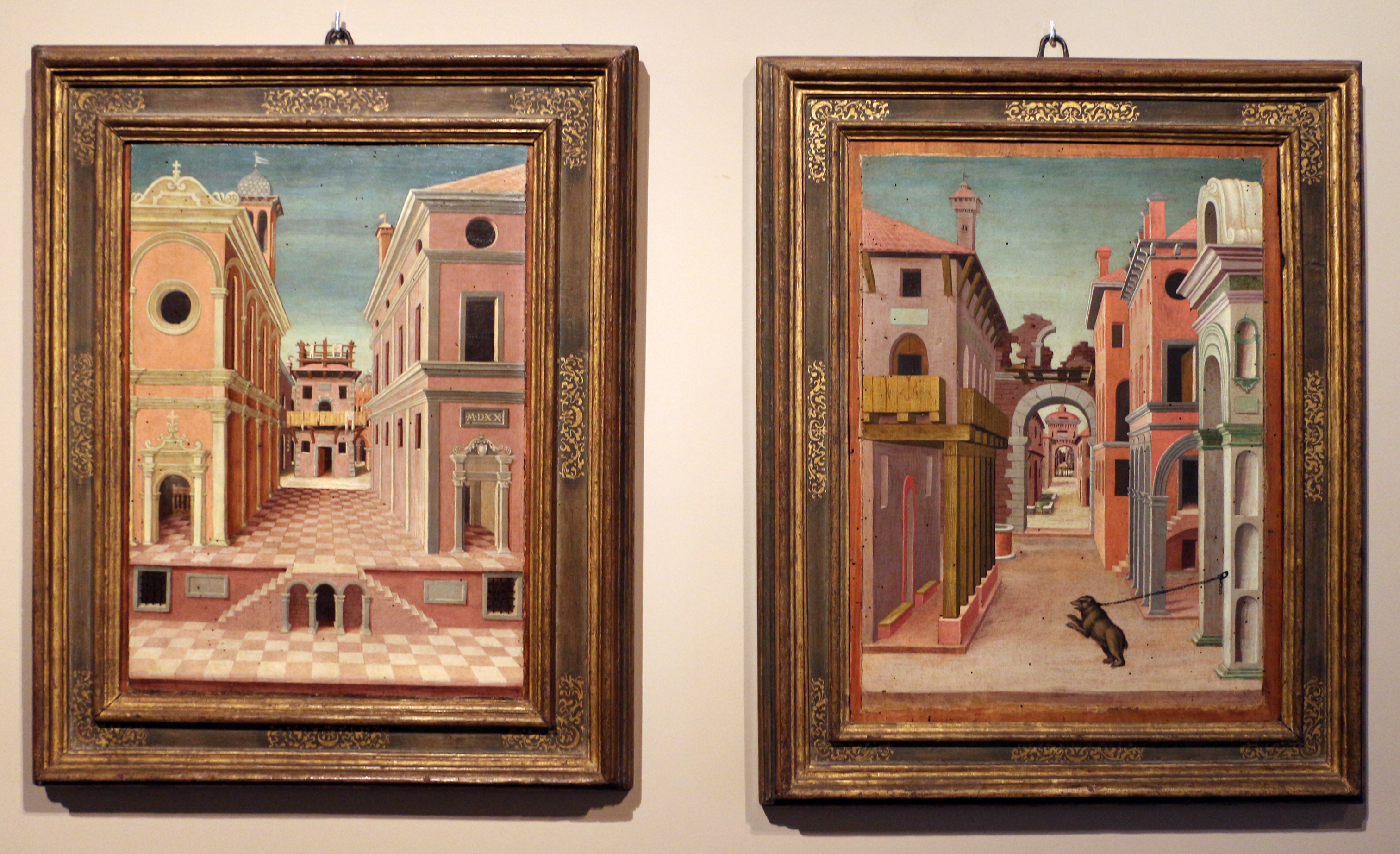
Vedute di città presso la Pinacoteca Nazionale di Ferrara.

Per veduta di città ci si riferisce a diversi dipinti attribuiti a Girolamo Marchesi.
Le tavole facevano parte di un insieme di opere che probabilmente decoravano un coro ligneo, rappresentando vedute cittadine con riferimenti alla commedia e tragedia classica. Queste opere riflettono la pratica scenografica, promossa anche da Raffaello, e l'ispirazione dall'antico. La tavola è stata attribuita al Marchesi da Carlo Volpe nel 1980, basandosi sul confronto con opere simili, come la predella dello Sposalizio della Vergine nella Pinacoteca di Bologna (1520). L'opera è caratterizzata da un gusto architettonico bolognese e un accento di "rustica poesia" nei dettagli realistici dei muri.

## Dipinto di Sebastiano Serlio

### Orso incatenato
Il feroce orso incatenato è un elemento affascinante e enigmatico.
Alcuni studiosi hanno cercato di interpretare il significato delle immagini legate all'orso incatenato, spesso concentrandosi solo sulle due tavole della collezione Strozzi Sacrati e trascurando il più ampio complesso decorativo, che include altre due opere, una delle quali scoperta nel 2005 e ora in una collezione privata. Götz Pochat associa l'orso alla tradizione medievale dei saltimbanchi e a un proverbio tedesco che significa "farsi legare un orso", riferito ai debiti, collegandolo anche a un epigramma di Marziale. Questa interpretazione rafforza il legame tra le tavole ferraresi e il teatro. Raffaella Zama evidenzia inoltre il consiglio di Serlio nel "Secondo Libro di Prospettiva" di raffigurare animali dormienti nelle scene tragiche, come l'orso incatenato. Anche in una tarsia del Battesimo di San Domenico a Bologna, l'orso appare accanto a artisti di strada, forse madrigalisti.
Il significato simbolico dell'orso incatenato nei dipinti, situandolo nel contesto della cultura figurativa dello spettacolo, altera la percezione dello spazio urbano attraverso la prospettiva. L'orso, venerato nell'antichità ma demonizzato dalla Chiesa, è stato associato a peccati capitali e rappresentato in catene nel Medioevo, simboleggiando trasgressione e sottomissione. Studiosi come Michel Pastoureau hanno documentato la decadenza del simbolo dell'orso, una figura con forti connotazioni nella cultura cristiana e popolare. Il testo suggerisce che l'orso potrebbe anche evocare tradizioni locali e ipotizza legami con la famiglia Cesarini, il cui stemma presenta un orso incatenato. L'interpretazione dell'orso resta aperta a ulteriori ricerche e scoperte.

## Veduta di città (1520)
Dipinto scoperto da Andrei Bliznukov nel 2005 e attualmente in collezione privata rappresenta la più recente scoperta della collezione di dipinti del coro ligneo.